# Wereldkampioenschappen triatlon 1990
Het ITU wereldkampioenschap triatlon 1990 werd gehouden op 15 september 1990 in Orlando, Florida. De wedstrijd werd georganiseerd door de International Triathlon Union. Het parcours bestond uit 1,5 km zwemmen, 40 km fietsen en 10 km hardlopen.

## Uitslagen

### Mannen
| Rang   | Naam                 | Land | Zwemtijd | Fietstijd | Looptijd | Totaaltijd |
| ------ | -------------------- | ---- | -------- | --------- | -------- | ---------- |
| Goud   | Greg Welch           | AUS  | 00:20:21 | 00:56:19  | 00:32:39 | 01:51:36   |
| Zilver | Brad Beven           | AUS  | 00:18:56 | 00:57:36  | 00:33:54 | 01:52:40   |
| Brons  | Stephen Foster       | AUS  | 00:20:18 | 00:56:17  | 00:33:43 | 01:52:46   |
| 4      | Luc Van Lierde       | BEL  | 00:20:26 | 00:56:17  | 00:33:57 | 01:53:01   |
| 5      | Rob Barel            | NED  | 00:20:25 | 00:56:19  | 00:34:15 | 01:53:11   |
| 6      | Rob Mackle           | USA  | 00:18:53 | 00:55:34  | 00:36:55 | 01:53:37   |
| 7      | Simon Lessing        | GBR  | 00:19:28 | 00:56:55  | 00:34:36 | 01:53:49   |
| 8      | Danilo Palmucci      | ITA  | 00:20:57 | 00:55:48  | 00:34:43 | 01:53:52   |
| 9      | Nick Taylor          | CAN  | 00:20:57 | 00:55:57  | 00:34:52 | 01:53:56   |
| 10     | Rick Wells           | NZL  | 00:18:52 | 00:57:54  | 00:35:20 | 01:54:20   |
| 11     | Carlos Santamaria    | ESP  | 00:21:04 | 00:56:55  | 00:33:42 | 01:54:34   |
| 12     | Philippe Methlon     | FRA  | 00:21:04 | 00:55:09  | 00:36:08 | 01:54:43   |
| 13     | Patrick Girard       | FRA  | 00:22:28 | 00:55:51  | 00:34:08 | 01:54:57   |
| 14     | Vincent Jay          | FRA  | 00:20:16 | 00:56:19  | 00:36:07 | 01:55:12   |
| 15     | Eduardo Burguete     | ESP  | 00:20:07 | 00:58:13  | 00:34:20 | 01:55:16   |
| 16     | Pim Van Den Bos      | NED  | 00:22:44 | 00:55:44  | 00:34:54 | 01:55:35   |
| 17     | Andreas Claus        | GER  | 00:20:29 | 00:55:59  | 00:36:13 | 01:55:35   |
| 18     | Jos Everts           | NED  | 00:21:06 | 00:57:20  | 00:34:56 | 01:55:48   |
| 19     | Karel Blondeel       | BEL  | 00:20:59 | 00:56:30  | 00:37:23 | 01:56:31   |
| 20     | Erwin de Bruijn      | NED  | 00:20:06 | 00:56:31  | 00:37:30 | 01:56:45   |
| 21     | Marizio De Benedetti | ITA  | 00:20:33 | 00:56:00  | 00:38:00 | 01:57:13   |

### Vrouwen
| Rang   | Naam                       | Land | Zwemtijd | Fietstijd | Looptijd | Totaaltijd |
| ------ | -------------------------- | ---- | -------- | --------- | -------- | ---------- |
| Goud   | Karen Smyers               | USA  | 00:22:03 | 01:02:27  | 00:36:37 | 02:03:32   |
| Zilver | Carol Montgomery           | CAN  | 00:22:01 | 01:02:32  | 00:36:36 | 02:03:46   |
| Brons  | Joy Hansen                 | USA  | 00:21:55 | 01:02:46  | 00:36:42 | 02:03:49   |
| 4      | Erin Baker                 | NZL  | 00:21:58 | 01:01:33  | 00:38:37 | 02:04:30   |
| 5      | Colleen Cannon             | USA  | 00:21:59 | 01:02:34  | 00:39:04 | 02:05:59   |
| 6      | Laurie Samuelson           | USA  | 00:21:50 | 01:02:46  | 00:39:17 | 02:06:26   |
| 7      | Katie Webb                 | USA  | 00:22:05 | 01:02:36  | 00:40:33 | 02:07:48   |
| 8      | Terri Smith                | CAN  | 00:23:04 | 01:03:27  | 00:39:09 | 02:08:15   |
| 9      | Liz Hepple                 | AUS  | 00:22:48 | 01:03:45  | 00:39:40 | 02:08:45   |
| 10     | Kendall Morrison           | CAN  | 00:24:49 | 01:02:28  | 00:39:37 | 02:09:13   |
| 11     | Thea Sybesma               | NED  | 00:22:15 | 01:04:12  | 00:40:16 | 02:09:19   |
| 12     | Simone Mortier             | GER  | 00:23:07 | 01:03:21  | 00:41:35 | 02:10:33   |
| 13     | Sylvie Muguet              | FRA  | 00:22:02 | 01:04:33  | 00:41:58 | 02:11:11   |
| 14     | Mandy Dean                 | GER  | 00:21:36 | 01:04:48  | 00:42:13 | 02:11:29   |
| 15     | Sonja Krolik               | GER  | 00:24:01 | 01:05:04  | 00:40:03 | 02:11:31   |
| 16     | Ute Schaefer               | GER  | 00:24:43 | 01:04:02  | 00:41:33 | 02:12:45   |
| 17     | Isabelle Mouthon-Michellys | FRA  | 00:22:46 | 01:03:41  | 00:43:47 | 02:12:53   |
| 18     | Jeasnnine De Ruysscher     | BEL  | 00:22:37 | 01:03:40  | 00:43:27 | 02:09:17   |

### Junior mannen
| Rang   | Naam               | Land | Totaaltijd |
| ------ | ------------------ | ---- | ---------- |
| Goud   | Thomas Leutenegger | SUI  | 01:57:40   |
| Zilver | Lach Vollmerhause  | AUS  | 01:58:46   |
| Brons  | Stéphane Poulat    | FRA  | 01:59:01   |

### Junior vrouwen
| Rang   | Naam            | Land | Totaaltijd |
| ------ | --------------- | ---- | ---------- |
| Goud   | Sonja Krolik    | GER  | 02:11:32   |
| Zilver | Natalya Orchard | AUS  | onbekend   |
| Brons  | Alex Stewart    | NZL  | onbekend   |